# Edmond Schérer

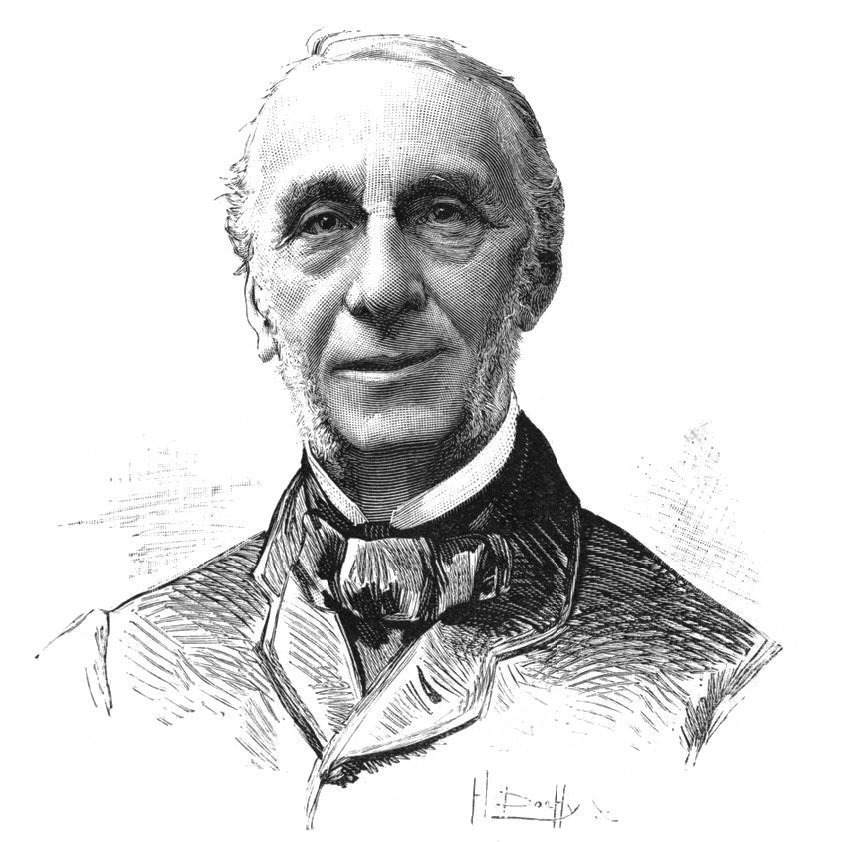
Edmond Schérer.

Edmond Henri Adolphe Schérer, född den 8 april 1815 i Paris, död den 16 mars 1889 i Versailles, var en fransk teolog och litteraturkritiker.
Schérer bedrev sina studier i England (där han greps av väckelserörelsen) och i Strassburg och blev 1847 professor i exegetik vid evangeliska högskolan i Genève. Till en början var han målsman för den vid nämnda högskola härskande ortodoxin, med tillsats av en inåtvänd mysticism; hans underbart innerliga dikt Je suis à toi förblir en pärla i den franska protestantismens psalmskatt. Under bibelstudiet kom han dock bort från den stränga inspirationsläran, och hans intellektualistiska tendenser upplöste all positiv kristen tro. Den hegelska filosofin blev en vilopunkt på vägen, som mynnade ut i brytning med teologin och i full skepsis (La critique et la foi, 1850). År 1860 flyttade han över till Paris och ägnade sig åt litteraturkritik och politik i den 1861 uppsatta "Le temps" (ett antal artiklar utgivna som Études critiques sur la littérature contemporaine, 10 band, 1863–1889). Åren 1871–1875 var Schérer medlem av nationalförsamlingen, och 1875 blev han senator på livstid. 